# Uroderma
Uroderma là một chi động vật có vú trong họ Dơi mũi lá, bộ Dơi. Chi này được Peters miêu tả năm 1865. Loài điển hình của chi này là Phyllostoma personatum Peters, 1865 (preoccupied; = Uroderma bilobatum Peters, 1866).

## Hình ảnh

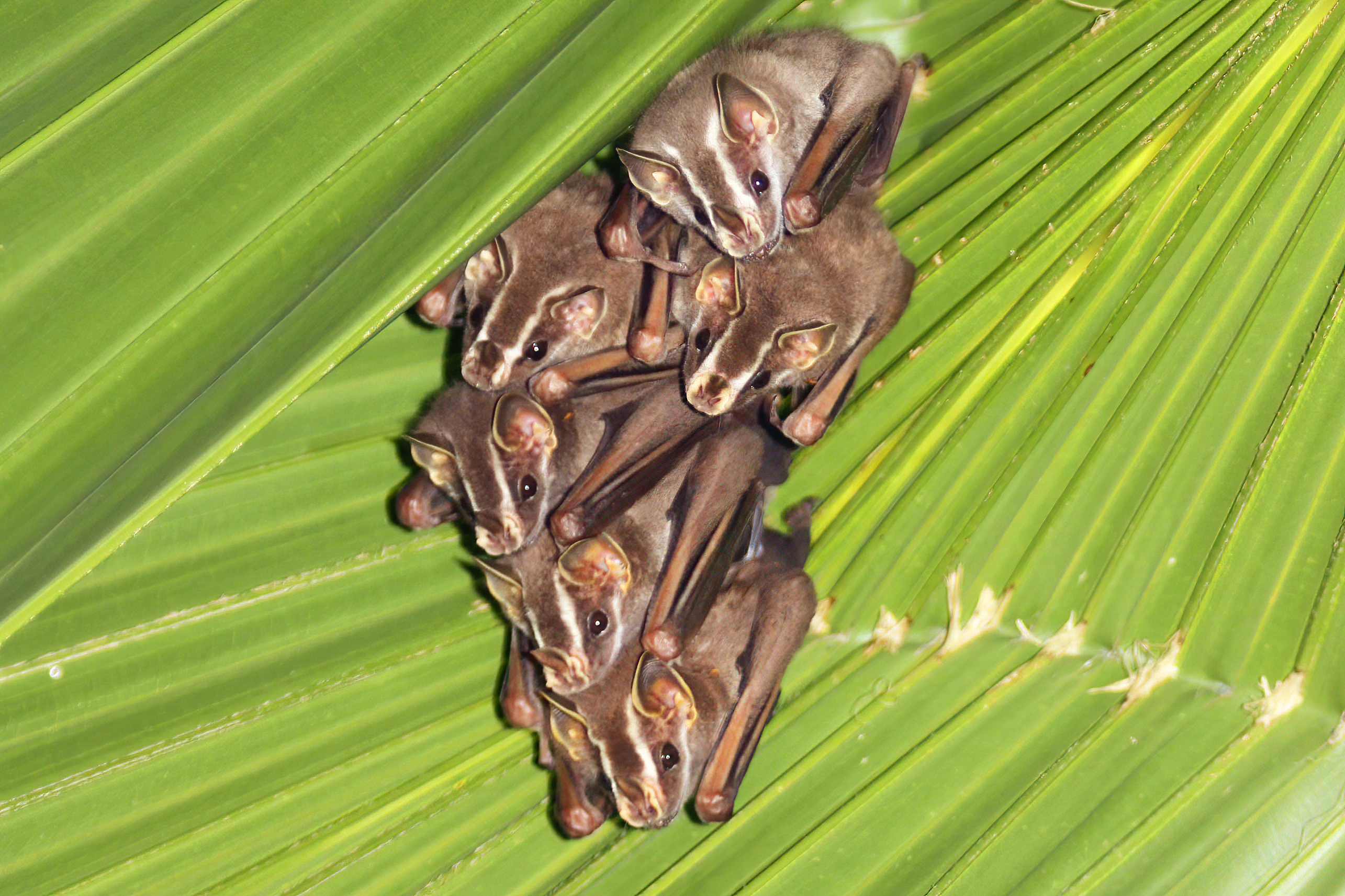

## Các loài
Chi này gồm các loài: